# White Cargo
White Cargo is een Amerikaanse film van Richard Thorpe die werd uitgebracht in 1942. 
Het scenario is gebaseerd op het gelijknamige succesvolle toneelstuk (1923) dat op zijn beurt geïnspireerd was door de roman Hell's Playground van Ida Vera Simonton.

## Verhaal
Een Britse kolonie ergens in Centraal-Afrika, 1910. De jonge Brit Langford stapt uit het binnenvaartschip 'Congo Queen' met een contract voor vier jaar om in een Britse rubberplantage te werken. Hij wordt opgewacht door Harry Witzel, de district-officier en de beheerder van de plantage en dus zijn toekomstige baas. Eerwaarde heer Roberts, een halfgare missionaris, en de dokter van de Britse post die worstelt met een alcoholprobleem, vormen de twee andere leden van het ontvangstcomité.
Ieder jaar wordt Witzel slechter gehumeurd en cynischer doordat Groot-Brittannië hem telkens waardeloze assistenten stuurt. Langford blijkt algauw geen haar beter te zijn dan Worthing, Witzels vorige assistent met wie hij constant overhoop lag. Al na korte tijd moeten de dokter en de missionaris tussenkomen opdat Langford en Witzel elkaar niet in de haren vliegen.  
De spanning loopt nog op wanneer Tondelayo, een bloedmooie maar lichtzinnige en gewetenloze halfbloed vrouw, weer op de proppen komt. Ze heeft in het verleden al elke blanke man van de post het hoofd op hol gebracht en hen na een tijdje verbitterd en krankzinnig achtergelaten. Nu begint ze haar charmeoffensief bij nieuwkomer Langford.   

## Rolverdeling
| Acteur            | Personage                     |
| ----------------- | ----------------------------- |
| Hedy Lamarr       | Tondelayo                     |
| Walter Pidgeon    | Harry Witzel                  |
| Frank Morgan      | de dokter                     |
| Richard Carlson   | Langford                      |
| Reginald Owen     | schipper van de 'Congo Queen' |
| Henry O'Neill     | eerwaarde heer Roberts        |
| Bramwell Fletcher | Wilbur Ashley                 |